# Karl Buchholz (Kunsthändler)
Karl Buchholz (* 26. August 1901 in Göttingen; † 6. Januar 1992 in Bogotá) war ein deutsch-kolumbianischer Buch- und Kunsthändler.

## Leben

Katalog zu einer Rodin-Ausstellung der Buchholz Gallery – Curt Valentin, NYC, 1950/1951

Buchholz wurde nicht ehelich geboren und wuchs bei seiner Tante in Frankfurt (Oder) auf, wo er auch seine Lehre als Buchhändler in einer Buch- und Kunsthandlung absolvierte. Seine erste Stelle nahm er in Berlin an, wo er sich 1925 mit einer Buchhandlung in der Taubenstraße selbstständig machte. 1926 vergrößerte er sein Geschäft in der Mauerstraße und bald kamen zwei Filialgeschäfte in Berlin hinzu. 1934 war mit der internationalen Buchhandlung in der Leipziger Straße das Lebensziel fast erreicht. Zur Buchhandlung in der Leipziger Straße gehörte eine Galerie zeitgenössischer Kunst in der Etage über dem Ladengeschäft, die von Curt Valentin, einem engen Mitarbeiter des 1933 emigrierten Alfred Flechtheim, als Angestelltem betreut wurde und unter anderem im Bereich der Skulptur Werke von Gerhard Marcks, Georg Kolbe und Renée Sintenis zeigte.
1936 wurde Valentin für Buchholz als jüdischer Mitarbeiter in Berlin wegen der nationalsozialistischen Judenverfolgung nicht mehr haltbar, und es kam nach der Emigration Valentins 1937 zur Gründung der Buchholz Gallery – Curt Valentin in der 46th Street in New York, die mit dazu beitrug, die deutsche Moderne am amerikanischen Kunstmarkt bekannt zu machen. Sie bestand von 1951 bis 1955 noch als Valentin Gallery fort.

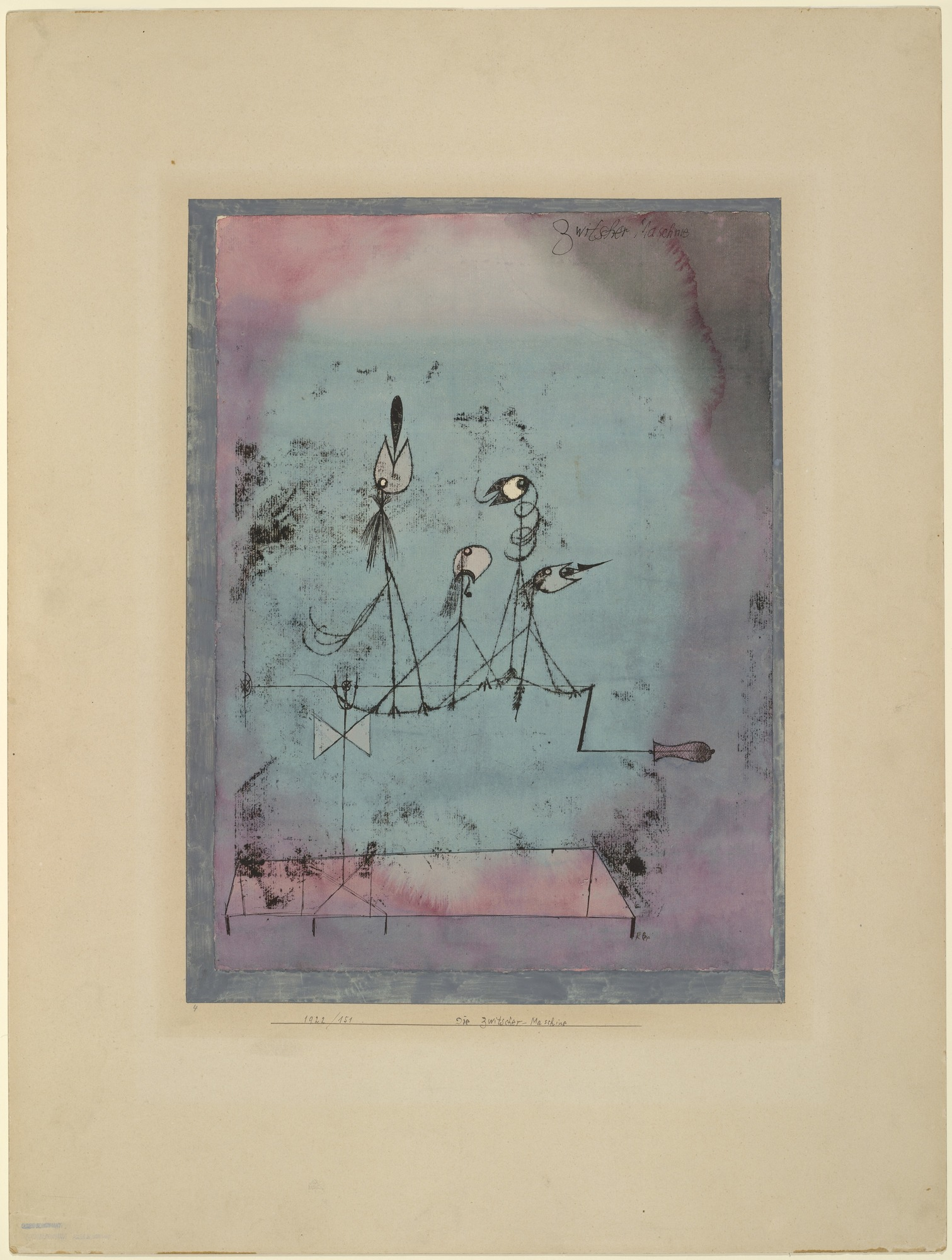
Paul Klee: Die Zwitscher-Maschine, 1922, Ölpause und Aquarell auf Papier auf Karton, Verkauf über Buchholz an das Museum of Modern Art, New York, 1939 für US$ 75.

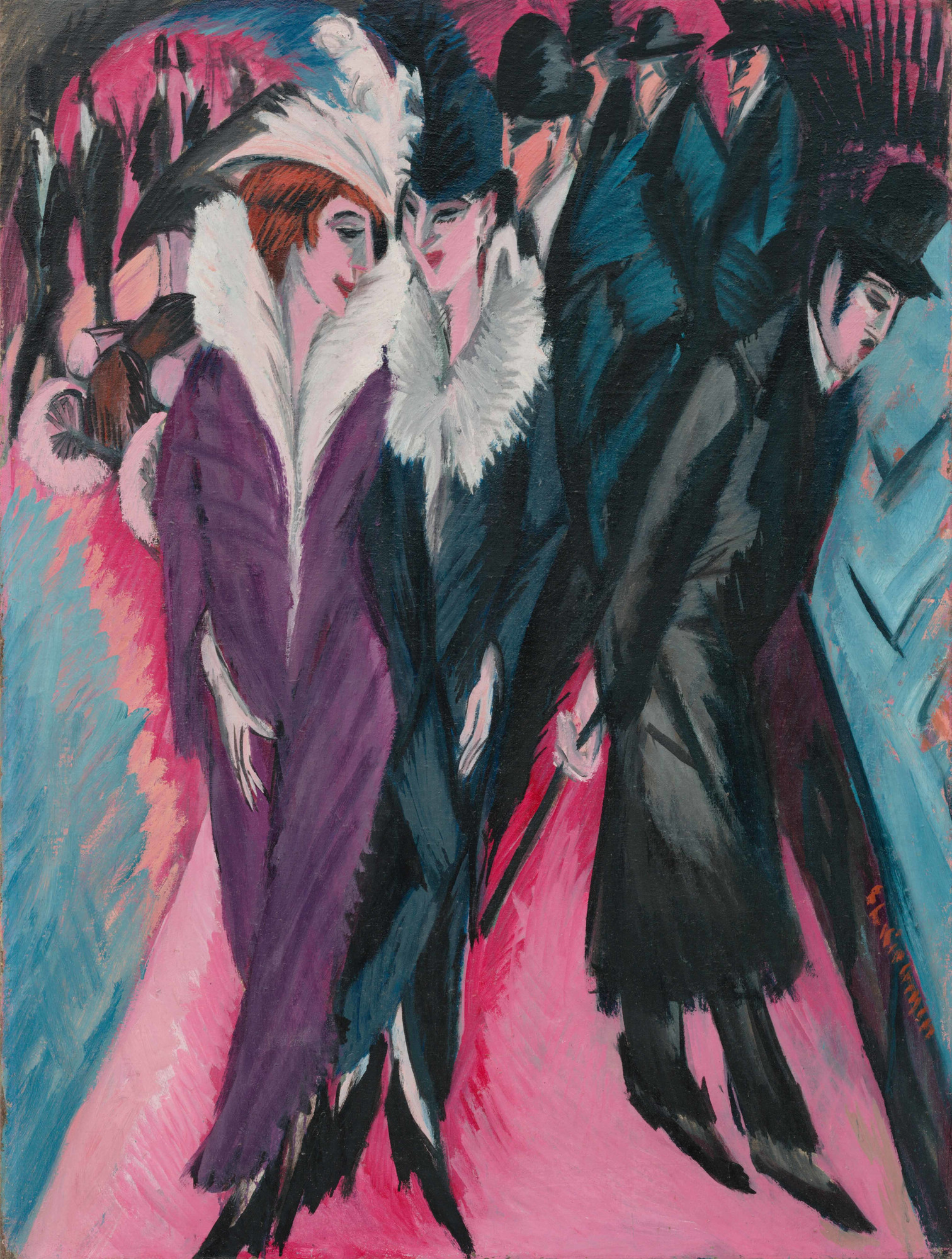
Ernst Ludwig Kirchner: Die Straße, 1913, Öl auf Leinwand, Verkauf über Buchholz an das Museum of Modern Art, New York, 1939 für US$ 160.

Im Rahmen der NS-Aktion „Entartete Kunst“ wurde Karl Buchholz ab 1938 zusammen mit Ferdinand Möller, Hildebrand Gurlitt und Bernhard A. Böhmer mit der „Verwertung“ der beschlagnahmten Kunstwerke beauftragt. Für Ferdinand Möller ist belegt, dass er entgegen den Vorgaben der Nationalsozialisten etliche „entartete“ Kunstwerke nicht aus dem Reichsgebiet verbrachte und an inländische Dritte verkaufte oder selbst erwarb. Die kunstrechtliche Literatur unterstellte den anderen beteiligten Kunsthändlern schon seit längerem entsprechende Handlungsweisen. Mit dem Schwabinger Kunstfund hat diese Vermutung 2012/2013 möglicherweise eine Bestätigung erfahren.
Karl Buchholz setzte Kunstwerke damals insbesondere in Norwegen, der Schweiz und den Vereinigten Staaten ab und bediente über seine New Yorker Galerie die Museen der Ostküste. 1942 wurde er wegen einer Ausstellung deutscher Expressionisten in New York aus der Reichskammer der bildenden Künste ausgeschlossen. Der Kontakt zu Valentin war bereits 1942 mit dem Eintritt der Vereinigten Staaten in den Zweiten Weltkrieg abgebrochen. Buchholz versuchte noch bis 1945 im faschistischen Europa mit seinem Berliner Konzept der Buchhandlung mit angeschlossener Galerie zu expandieren und gründete 1943 eine Dependance in Lissabon. Nach  Kriegsende emigrierte er mit seiner Familie nach Kolumbien und führte in Bogotá ab 1951 eine Buchhandlung mit Galerie, die Librería Buchholz, die später seine 1935 geborene Tochter Godula Buchholz übernahm. Buchholz wurde Verleger der 1960 gegründeten Literaturzeitschrift Eco. Revista de la cultura de Occidente, die bis 1984 Bestand hatte.

## Schriften
- Blumen-, Frucht und Dornenstücke. Leipzig 1933.

## Kataloge der Galerie in Deutschland
- Aquarelle Jüngerer Künstler: Galerie Karl Buchholz: 27. Ausstellung vom 13. bis 30. November 1937.
- Neuere Arbeiten von Theo Champion … [et al.]: Galerie Karl Buchholz: 28. Ausstellung, 27. Dez. 1937 bis 29. Jan. 1938.
- Hanna Nagel, Hans Fischer: Zeichnungen: Galerie Karl Buchholz: 30. Ausstellung, 30. März bis 30. April 1938.
- Ausstellung: Ludwig Kasper – Plastik: Galerie Karl Buchholz, 4. Mai bis 3. Juni 1939.
- Bildhauerkunst, Neue Skulpturen und Zeichnungen: Galerie Karl Buchholz: 33. Ausstellung 4. Oktober bis 12. November 1938
- Dichter als Maler: Oelbilder, Aquarelle und Zeichnungen, Galerie Karl Buchholz: 35. Ausstellung, 18. Januar bis 8. Februar 1939.
- Robert Pudlich: Bilder, Aquarelle und Zeichnungen; Gerhard Marcks, Zoltan Székessy: Plastik und Zeichnungen: 36. Ausstellung.
- Emil van Hauth, Ölbilder, Philipp Harth, Plastik: Galerie Karl Buchholz: 37. Ausstellung vom 1. April bis 25. April 1939.
- Landschaftsaquarelle Jüngerer Maler: Galerie Karl Buchholz: 39. Ausstellung vom 3. Juli bis 11. August 1939.
- Geist der Antiken in der neueren Kunst: Galerie Karl Buchholz, Berlin 24. August bis 30. September 1939.
- Karl Eulenstein, Ölbilder, Fritz Cremer, Plastik: Galerie Karl Buchholz: 42. Ausstellung vom 18. Nov. bis 9. Dez. 1939.
- Ausstellung: Bildhauer der Gegenwart: Karl Buchholz Galerie Berlin, 10. Okt. bis 9. Nov. 1940.